# Copelatus caelatipennis
Copelatus caelatipennis är en skalbaggsart som beskrevs av Aubé 1838. Copelatus caelatipennis ingår i släktet Copelatus och familjen dykare.

## Underarter
Arten delas in i följande underarter:
- C. c. caelatipennis
- C. c. angustatus
- C. c. fragilis
- C. c. princeps